# 多屋村
多屋村（たやむら）は、愛知県知多郡にかつて存在した村。
現在の常滑市の一部（多屋町など）に該当する。

## 歴史
- 1878年（明治11年） - 常滑村、北条村、瀬木村、多屋村が合併し、常滑村となる。
- 1884年（明治17年） - 常滑村から多屋村が分立する。
- 1889年（明治22年）10月1日 - 町村制により多屋村が発足。
- 1906年（明治39年）5月1日 - 榎戸村、西ノ口村と合併し、鬼崎村発足。同日多屋村は廃止となる。